# From-Olle

Olof "From Olle", Lappmyr-Pelle Jonsson

Olof Jonsson From (även kallad From-Olle; 1796–1876) var en svensk torpare och storspelman.

## Biografi
Jonsson föddes 1796 i Sjövästa i Järvsö socken som son till Jon Ersson From, som var indelt soldat (nr 56) i Järvsö kompani vid Hälsinge regemente.
Hans rykte nådde långt utanför landskapsgränserna och många ville anlita denne storspelman till sitt bröllop. Enligt muntlig tradition ska han ha spelat på över 200 bröllop och till vart och ett komponerat två låtar – en för bruden och en för brudgummen. Idag är ett 20-tal låtar bevarade som sägs vara efter From-Olle.
From-Olle bodde under större delen av sitt vuxna liv i Sjövästas östra grannby Boda. Flera av hans främsta elever levde bodde också i samma trakt. Den blinde spelmannen Liv-Ante bodde i Boda och Lill-Hans, även kallad Spel-Hans, bodde i Stråsjö som ligger sydväst om föräldrahemmet. På äldre dagar bodde Lill-Hans i den västra grannbyn Kallmyr.
Olle ingick tillsammans med sina samtida Lapp-Nils i Jämtland, Spel-Gulle i Medelpad och Pekkos Per i Dalarna bland de fyra främsta spelmännen i mellersta Sverige under första hälften av 1800-talet. Bland Olles många elever kan nämnas Järvsöspelmännen Lill-Hans (Hans Hansson, 1823-1887), Lif-Ante (Anders Hansson Lif, 1829-1905), Flinka Johane (Johan Johansson Flink, 1827-1905) och Lappmyrgubben (Pehr Pehrsson, 1839-1913). Jönsagubben (Olof Jonsson, 1816-1899) i Undersvik, var också en känd elev.
Låtar som anges ha ingått i Olles repertoar finns på bl.a. musikalbumen "Spelmanslåtar från Hälsingland", "Kniviga låtar tillägnade länsman i Delsbo" och "From-Olle, Spelman från Järvsö". Det finns även några inspelningar från  1910-talet med Svenska nationaltruppen (Jon-Erik Hall och Thore Härdelin (d.ä.)).
1996 satte Peter Oskarson upp teaterföreställningen "Ingen som jag" vid Hälsinglands Träteater i Järvsö. Föreställningen utgör en dramatisering av From-Olles livsöde.